# Gregoria Maximiliana de Austria

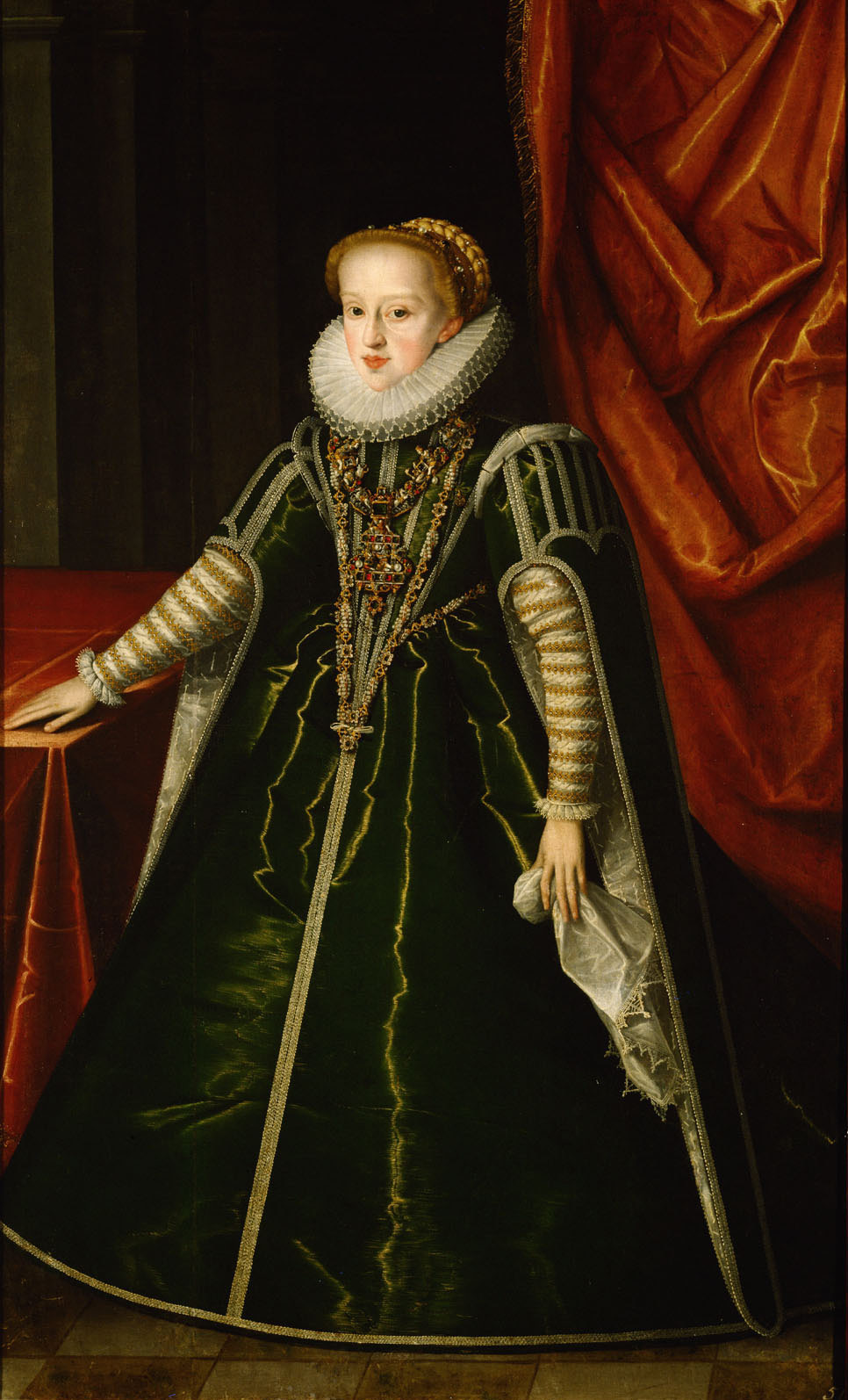
Portret al Arhiducesei Gregoria Maximiliana, de Jakob de Monte, ca. 1592/93.

Arhiducesa Gregoria Maximiliana de Austria (22 mai 1581 – 20 septembrie 1597) a fost membră a Casei de Habsburg.
Ea a fost fiica lui Carol al II-lea, Arhiduce de Austria (fiul împăratului Ferdinand I) și al Mariei Anna de Bavaria. Fratele ei mai mare, Arhiducele Ferdinand, i-a succedat tatălui lor ca Sfânt Împărat Roman în 1619.

## Biografie
Născută la Graz, nașii ei au fost Papa Grigore al XIII-lea și mătușa maternă, Maximiliana Maria de Bavaria. Numită după ambii, Gregoria Maximiliana a fost descrisă ca fiind extrem de pioasă și dintre toți frații ei, a avut cea mai apropiată relație cu mama ei.
În afară de prognatism, Gregoria Maximiliana avea un umăr mai scurt și chipul deformat.
În 1596 amiralul Aragonului a sosit la Graz aducând la curtea Spaniei portretele Gregoriei Maximiliana și ale altor două surori mai mici aflate la vârsta căsătoriei, arhiducesa Eleanor de Austria și arhiducesa Margareta de Austria. La scurt timp, Gregoria Maximiliana a fost logodită cu prințul de Asturia, viitorul rege Filip al III-lea al Spaniei. Deși Prințul, după ce a văzut portretele a preferat-o pe Margareta, tatăl său, regele Filip al II-lea a ales-o pe Gregoria Maximiliana ca mireasă deoarece era mai mare ca vârstă.
La 17 septembrie 1597 prințul de Asturia a făscut o vizită la curtea imperială din Graz. La acel moment, Gregoria Maximiliana era grav bolnavă. Trei zile mai târziu ea a murit la vârsta de 16 ani și a fost înmormântată la mînăstirea Seckau. Logodnicul Gregoriei Maximiliana s-a căsătorit cu sora ei, Margareta, în 1599.